# Gertrudes da Baviera
Gertrudes da Baviera, também conhecida como Gertrudes da Saxônia (em alemão e dinamarquês: Gertrud; 1155 — 1 de julho de 1197) foi duquesa consorte da Suábia como esposa de Frederico IV da Suábia, e por seu segundo casamento com Canuto VI da Dinamarca foi rainha consorte da Dinamarca.

## Família
Seu pai era Henrique, o Leão, duque da Saxônia e Baviera, filho de Henrique X da Baviera e de Gertrudes de Supplimburgo, e sua mãe era Clemência de Zähringen, filha do duque Conrado I de Zähringen e de Clemência de Namur.
Ela foi a segunda criança e primeira filha a nascer, sendo irmã de Henrique e Ricarda. Com o segundo casamento de sua mãe com Humberto III de Saboia, teve mais duas irmãs, Alice e Sofia de Maurienne.

## Biografia
Gertrudes se casou com Frederico IV 1166, quando tinha apenas 11 anos de idade e o noivo, 21. Ele era filho do imperador Conrado III da Germânia e de Gertrudes de Sulzbach. Porém, logo se tornou viúva em 1167
Em fevereiro de 1177, casou-se com o príncipe Canuto da Dinamarca, futuro rei Canuto VI, em Lund, na atual Suécia. O casal viveu durante os primeiros anos de casados na Escânia.
De acordo com o abade Arnold de Lübeck, a rainha Gertrudes era a mais casta da união. Não tiveram filhos.
A rainha morreu em 1 de julho de 1197, aos 42 anos, e foi enterrada em Wå Gårds Harde. Seu marido viveu até 1202, e morreu ao 38 ou 39 anos.